# 瓦隆古
瓦隆古（Valongo）是葡萄牙的一座城市。有人口18,698人。